# Профессия — следователь
«Профессия — следователь» — пятисерийный художественный телефильм-детектив, снятый режиссёром Александром Бланком в 1982 году.

## Сюжет
Милиционер случайно замечает на Белорусском вокзале, что чемодан, оставленный в ячейке камеры хранения одним человеком, забирает другой. Он решает проверить, в чём дело, и при досмотре в чемодане обнаруживается крупная сумма денег. На вопрос об их происхождении задержанный, Николай Николаевич Губанов, отказывается отвечать. Дело поручается следователю по особо важным делам, полковнику милиции Борису Ивановичу Антонову. Дело ещё больше запутывается, когда выясняется, что Губанов — простой советский пенсионер, знакомые которого не верят в возможность того, что у него могли обнаружить большие деньги. Следствие устанавливает, что Губанов до выхода на пенсию работал в городе на комбинате и должен был сесть на поезд, отправляющийся в курортный город Светогорск.
Следствие долгое время не может обнаружить вокруг Губанова источник денег: ни в Москве, ни в Светогорске никто из его знакомых не вызывает подозрений. Тем временем преступники, Виктор Вениаминович Лыкин и Анатолий Сергеевич Крупанин, обнаружив, что Губанов не приехал в Светогорск, догадываются, что тот задержан, и стараются замести следы. Оказывается, что в течение некоторого времени между заготовительной базой в городе Алабашлыке и филиалом московского комбината в Светогорске действовала преступная схема кражи государственных денег, так называемая бестоварная сделка, которую организовал Лыкин. Преступники получали крупные суммы денег за воображаемые специи — лук, чеснок, перец, недовложения которых в пищевую продукцию потом скрывали якобы изменившимися нормативами. Для отвода глаз из Алабашлыка в Светогорск гоняли пустые автофургоны, которые по документам возили чеснок и перец. Губанов, дальний родственник жены Крупанина, исполнял роль простого курьера, однако из-за родственных связей скрывает от следствия происхождение денег. Узнав о задержании Губанова, Лыкин решает приостановить очередной рейс пустых машин в Светогорск. Приехав в Алабашлык, он посылает работника местной базы Федотова в погоню за грузовиками. Стремясь догнать грузовики, Федотов развивает высокую скорость на автомобиле, но не справляется с управлением и погибает в автокатастрофе. А фургоны на подъезде к Светогорску задерживаются с проверкой на посту ГАИ, и при этом обнаруживается, что груза в них нет. Шофёры попадают на допрос к Антонову.
Тем временем Лыкин, спасая себя, убивает Губанова. После этого он сводит счёты и с Крупаниным, однако проницательный следователь Антонов всё равно раскрывает схему преступления и выходит на Лыкина.

## Историческая подоплёка
Старший следователь по особо важным делам ГСУ МВД СССР С. В. Серебренников впоследствии рассказывал:
Сюжет написан по мотивам уголовного дела о хищении в особо крупных размерах на Коломенском комбинате управления местной промышленности Московской области и Казбековской заготбазе Дагестанского респотребсоюза. Преступление было раскрыто благодаря исключительному таланту и великому профессиональному мастерству старшего следователя по особо важным делам Следственной части Главного следственного управления МВД СССР полковника милиции Павла Васильевича Лукашёва. В его следственной бригаде по этому делу с самого начала расследования работал и я. Предварительное следствие велось в 1978–1979 годах. По делу было привлечено к ответственности 20 человек, в том числе руководители комбината и базы Муратова, Джалилов и другие.
По воспоминаниям полковника милиции Геннадия Корнилова, Казбековская заготбаза по документам закупила острый красный стручковый перец, якобы в количестве 100 тонн, и отправила его на консервный завод в Коломну (для овощного консервирования), тогда как в реальности перец отсутствовал:
В это время поступила информация, что перца нет и на складе заготовительной конторы, а последние три машины направлены в Подмосковье. Мы установили номера автомашин Грозненского АТП и опросили водителей, которые пояснили следующее. Завскладом и директор Казбековской заготбазы дали им документы на доставку перца в горпромкомбинат города Коломны. Груз в фуры не положили, но выписали солидные „командировочные“ в размере трёхмесячной зарплаты. Один из водителей наивно спросил: „А что повезём?“ Завскладом снял со своей головы кепку фасона „аэродром“ и бросил её в пустую фуру: „Вот её и вези, а мне верни документы с отметкой о получении груза грузополучателем“. Началась ревизия. Руководители заготбазы и заготовители, бухгалтер и кассир — всего 17 человек — были арестованы.

## В ролях

### В главных ролях
- Георгий Бурков — Борис Иванович Антонов, следователь по особо важным делам, полковник милиции
- Эммануил Виторган — Виктор Вениаминович Лыкин, организатор преступной группы
- Армен Джигарханян — Анатолий Сергеевич Крупанин, заместитель заведующего овощной базой, партнёр Лыкина
- Ирина Мирошниченко — Наталья Борисовна Крошина, врач-логопед, жена Крупанина
- Николай Пастухов — Николай Николаевич Губанов, пенсионер, дядя Крошиной

### В ролях
- Иван Агафонов — Шумов, старшина милиции
- Вячеслав Баранов — Павел Андреевич Комкин, помощник Лыкина
- Болот Бейшеналиев — Шурпетов, партнёр Лыкина
- Инга Будкевич — Мария Сергеевна, сотрудница Лыкина
- Юрий Гребенщиков — Пётр Раков, уборщик на вокзале
- Михаил Данилов (озвучивает Всеволод Абдулов) — Борис Евгеньевич
- Александр Лазарев (младший) — Митя Векшин, сын академика
- Михаил Лобанов — Геннадий, следователь
- Клара Лучко — Валентина Семёновна Векшина, вдова академика
- Игорь Овадис — Александр Иванович Гончаров, следователь
- Григорий Острин — Михаил Угрюмов, заместитель директора по производству на комбинате
- Николай Парфёнов — Миронов, представитель ЖЭКа
- Александр Пашутин — Константин Федотов, партнёр Лыкина
- Сергей Приселков — Александр Медведев, следователь
- Николай Прокопович — Комиссаров, эксперт-криминалист
- Юрий Соловьёв — Сидоренко, капитан милиции
- Леонид Ярмольник — Николай Писаренко, кинооператор на свадьбе в ресторане «Витязь»
- Всеволод Шиловский — Юрий Николаевич (начальник Губанова)
- Сергей Яковлев — Вадим Григорьевич Вислогузов, друг Губанова из города Светогорска
- Ариадна Шенгелая — Малика Андреевна

## Съёмочная группа
- Автор сценария: Иван Менджерицкий
- Режиссёр-постановщик: Александр Бланк
- Операторы-постановщики: Николай Васильков
- Художник-постановщик: Виктор Монетов
- Композитор: Эдуард Хагагортян